# Garrulaxe flammé
Trochalopteron virgatum
Espèce
Synonymes
- Garrulax virgatus (Godwin-Austen, 1874)[1]

Statut de conservation UICN

 LC  : Préoccupation mineure
Le Garrulaxe flammé (Trochalopteron virgatum) est une espèce d'oiseaux de la famille des Leiothrichidae.
Cet oiseau peuple le massif de Purvanchal (en), formant une frontière naturelle entre la Birmanie et l'Inde.

## Systématique
L'espèce Trochalopteron virgatum a été décrite en 1874 par le topographe, géologue et naturaliste britannique Henry Haversham Godwin-Austen (1834-1923),.

## Description
Dans sa description de 1874, Godwin-Austen indique que cet oiseau mesure environ 23 cm.

## Publication originale
- (en) Major H. H. Godwin-Austen, « Descriptions of Ten new Birds from the Nágá Hills and Munipúr Valley, N.E. Frontier of Bengal », Proceedings of the Zoological Society of London, Londres, ZSL, vol. 42, no 1,‎ 1874, p. 43–48 (ISSN 0370-2774, OCLC 1779524, BNF 32843178, DOI 10.1111/J.1096-3642.1874.TB02450.X, lire en ligne).